# Onthophagus abacus
Onthophagus abacus is een keversoort uit de familie bladsprietkevers (Scarabaeidae). De wetenschappelijke naam van de soort werd voor het eerst geldig gepubliceerd in 1921 door Boucomont.